# Старе Чапле (Любуське воєводство)
Старе Чапле (пол. Stare Czaple, нім. Alt Tschöpeln, 1936-45 Lindenhain) — село в Польщі, у гміні Тшебель Жарського повіту Любуського воєводства.
Населення — 124 особи (2011).
У 1975-1998 роках село належало до Зеленогурського воєводства.

## Демографія
Демографічна структура станом на 31 березня 2011 року:
|          | Загалом | Допрацездатний вік | Працездатний вік | Постпрацездатний вік |
| -------- | ------- | ------------------ | ---------------- | -------------------- |
| Чоловіки | 53      | 7                  | 42               | 4                    |
| Жінки    | 71      | 18                 | 40               | 13                   |
| Разом    | 124     | 25                 | 82               | 17                   |